# Barrage de Djinet
Le barrage de Djinet ou barrage de Cap Djinet est un barrage algérien, situé au sud-est de la commune de Djinet, dans la wilaya de Boumerdès en Kabylie. 
Le barrage de Djinet est l'un des 65 barrages opérationnels en Algérie alors que 30 autres sont en cours de réalisation en 2015.

## Géographie

### Localisation
Le barrage de Djinet est situé au centre de plusieurs villages au sud-est de la ville de Djinet.